# 山内静夫 (映画プロデューサー)
山内 静夫（やまのうち しずお、1925年6月13日 - 2021年8月15日）は、日本の映画プロデューサー。

## 来歴・人物
里見弴（小説家）の四男として神奈川県鎌倉市に生まれる。父は小津安二郎と親交があり、山内は二人の語らいを若い頃から耳にしていた。旧制湘南中学校、応召後に1948年慶應義塾大学経済学部卒業後、松竹大船撮影所に製作部として入社、小津映画の製作に当たった。1956年『早春』製作、1958年、父原作の『彼岸花』製作、1960年『秋日和』製作、1962年「秋刀魚の味」製作。
1966年から1967年にかけて東京放送（現：TBSテレビ）にて放映された青島幸男主演のテレビドラマ『泣いてたまるか』のプロデューサーを担当した。
1969年の映画『男はつらいよ』（シリーズ第1作）では、マドンナ・冬子の婚約者役でエキストラ出演をしている。
1978年、松竹取締役。
1992年、鎌倉ケーブルコミュニケーションズ代表取締役社長。2004年5月に会長を退任。
1996年、エランドール賞功労賞を受賞。
2000年4月、有島武郎、有島生馬、里見弴の「有島三兄弟」の父、有島武の故郷である鹿児島県川内市に、父の小説原稿や書、水彩画など354点の関係資料を寄贈した。資料には、有島家を題材にした「安城家の兄弟」や「風炎」の原稿、明治時代の通信簿や有島武が書いた「結納書」が含まれていた。これらの資料を中心に展示する「川内まごころ文学館」は2004年に開館し、1月30日の開館式には、有島三兄弟の子からひ孫まで、山内を含め約30人が出席した。
2004年、永井龍男、清水基吉に続く3代目として鎌倉文学館の館長に就任し、2012年までつとめた。
2006年、鎌倉市芸術文化振興財団理事長。
映画や小津に関する回想記はあったが、2007年に初めて両親を語った『八十年の散歩』を上梓。
2009年から、女優でエッセイストの中井貴惠の希望で朗読とピアノ演奏で小津映画を表現する「音語り」にかかわり、映画を1時間ほどの朗読台本に書き直した。2013年までに『晩春』『秋刀魚の味』など5作品、2017年に『麦秋』を完成させた。
2019年には「鎌倉朝日」に連載していたエッセーを収録したエッセー集『かまくら谷戸の風』を刊行。鎌倉市内で行われた出版パーティーには幼い頃からつきあいのある中井貴惠や俳優の中井貴一も出席した。佐田啓二が若くして事故死した後、貴惠と貴一の親代わりとなって支えたのが山内だった。
2020年7月にフィルムコミッション「鎌倉ロケーションサービス」が設立され、運営を委託された民間団体「鎌倉映画学校」の名誉顧問に就任した。7月16日に鎌倉文学館で開催された設立式には車椅子で出席した。
2021年8月15日、老衰のため死去した。96歳没。
2022年には、鎌倉市の川喜多映画記念館で企画展「追悼・山内静夫 松竹大船撮影所物語」が開催された。

## 著書
- 小津安二郎 人と仕事 （小津安二郎・人と仕事刊行会編 蛮友社 1972年）編著
- 谷戸の風 映画人として、企業人として時を見つめ、日々を綴る… （鎌倉ケーブルコミュニケーションズ 2001年）
- 松竹大船撮影所覚え書 小津安二郎監督との日々 （かまくら春秋社 2003年 ISBN 477400233X ）
- 八十年の散歩 （冬花社 2007年 ISBN 9784925236386 ）
- 小津安二郎 大全（朝日新聞出版 2019年）インタビュー収録
- かまくら谷戸の風（冬花社 2019年 ISBN 9784908004360 ）山内静夫年譜: p176-185